# Ewald von Lochow
Ewald Konstantin Ferdinand Friedrich von Lochow (1. duben 1855 – 11. duben 1942) byl vysoce vyznamenaný důstojník německé císařské armády v hodnosti General der Infanterie (Generál pěchoty) v období první světové války.
Mimo jiné byl držitelem mnoha vojenských vyznamenání včetně vysoce ceněného pruského řádu Pour le Mérite s dubovými ratolestmi jímž byl vyznamenán osobně císařem Vilémem II. za výjimečné velení a plánování úspěšných vojenských operací, při nichž se III. armádnímu sboru pod jeho velením podařilo zajmout přes 6000 nepřátelských vojáků, 18 těžkých a 16 lehkých děl. Jeho bratr Erich byl rovněž generálem.
Po prohrané bitvě u Verdunu je kvůli nemoci odvolán z pozice velitele 5. armády a zařazen do rezervy.

## Významná vyznamenání
- Pour le Mérite - 14. leden, 1915
- Dubové ratolesti k Pour le Mérite - 13. listopad, 1915
- Velkokříž pruského řádu červené orlice s meči (první světová válka)
- Pruský železný kříž I. třídy (první světová válka)
- Pruský železný kříž II. třídy (první světová válka)
- Saský komturkříž Albrechtova řádu I. třídy (první světová válka)
- Württemberský komturkříž Fridrichova řádu II. třídy (první světová válka)
- Rytířský kříž bavorského vojenského záslužného řádu II. třídy (první světová válka)
- Komandér řádu zähringenského lva II. třídy (první světová válka)
- Pruský řád červené orlice II. třídy s korunou (první světová válka)
- Pruský řád červené orlice III. třídy s korunou (první světová válka)